# Ларго-Таун-Сентер
Ларго-Таун-Сентер (англ. Largo Town Center) — конечная эстакадная пересадочная станция Вашингтонгского метро на Синей и Серебряной линиях. В часы пик также обслуживается Оранжевой линией. Она представлена одной островной платформой. Станция обслуживается Washington Metropolitan Area Transit Authority. Расположена в Ларго у Лоттсфорд-роад и Ларго-таун-сентер. Поблизости расположены стадион Федэкс-филд, который является домашней ареной «Вашингтон Редскинз», и тематический парк Шесть флагов Америки (Six Flags America), расположенный в Аппер-Марлборо.
Станция была открыта 18 декабря 2004 года.
Открытие станции было совмещено с завершением строительства участка длиной 5,1 км и открытием ещё одной станции — Морган-Булевард. Серебряная линия обслуживает станцию со времени открытия 26 июля 2014 года.

## Режим работы
Открытие — 4:44
Отправление первого поезда в направлении:
- ст. Фрэнкония-Спрингфилд — 4:54
- ст. Вена — 6:24

Отправление последнего поезда в направлении:
- ст. Фрэнкония-Спрингфилд — 23:22[5]
- ст. Вена — 18:06